# Le Parrain, 3e partie
Pour les articles homonymes, voir Le Parrain et The Godfather.
Série Le Parrain
Le Parrain, 2e partie
(1974)
Pour plus de détails, voir Fiche technique et Distribution.
Le Parrain, 3e partie (The Godfather: Part III), ou Le Parrain III au Québec, est un film de gangsters américain de Francis Ford Coppola, sorti en 1990.
Épilogue de la trilogie inspirée du roman du même nom de l'écrivain Mario Puzo (qui a coécrit le scénario), le film sort dix-huit ans après Le Parrain (1972) et seize ans après Le Parrain, 2e partie (1974). La distribution comprend les acteurs Al Pacino, Diane Keaton, Talia Shire et Andy García comme acteurs principaux, secondés de Eli Wallach, Joe Mantegna, George Hamilton, Bridget Fonda et Sofia Coppola en tant qu'acteurs secondaires.
Cette troisième et dernière partie relate l'histoire de Michael Corleone (Al Pacino), un Capo di tutti capi (grand chef) de la mafia américaine qui tente de légitimer son empire criminel. Le scénario du film inclut deux événements ayant réellement eu lieu : la mort du pape Jean-Paul Ier et le scandale de la Banco Ambrosiano en 1981-1982. Ces deux événements sont fictivement reliés aux affaires de Michael Corleone.
Francis Ford Coppola et Mario Puzo auraient préféré le titre La Mort de Michael Corleone, mais Paramount Pictures jugea le titre inacceptable. Coppola reconnaît que la série du Parrain comprend deux films et que Le Parrain, 3e partie est un épilogue. Il est généralement bien reçu par la critique mais sans comparaison avec les deux premiers films de la trilogie. Il engrange 136 766 062 $ au box-office et est nommé pour sept Oscars dont celui du meilleur film.
En 2020, une version director's cut, plus conforme à la volonté initiale de Coppola, est dévoilée à l'occasion des 30 ans de la sortie du film.

## Synopsis
- Si vous ne connaissez pas le sujet, laissez ce bandeau (vous pouvez alors contacter les auteurs).
- Si vous supprimez le contenu mis en cause (vous pouvez préalablement contacter les auteurs),

argumentez précisément cette suppression dans la page de discussion
(un manque de référence n'est pas un argument ; une recherche réelle de référence doit avoir été effectuée, être formellement documentée).
 (mars 2025).

### Retrouvailles en famille
En 1979, alors âgé de près de soixante ans et rongé par la culpabilité pour la manière impitoyable dont il a accédé au pouvoir (en ayant notamment ordonné l'assassinat de son frère Fredo), Michael Corleone donne une partie de son importante fortune à des œuvres de charité, et projette une transaction avec l'archevêque Gilday pour devenir actionnaire de la société immobilière du Vatican (voir le paragraphe Transaction avec le Vatican plus bas pour plus de détail). Michael et son ancienne épouse Kay Adams sont divorcés. Leurs enfants, Anthony et Mary, vivent avec Kay à New York.
Au cours d'une réception donnée dans un immeuble qui suit la cérémonie de décoration papale de Michael à l'Ancienne cathédrale Saint-Patrick de New York (en récompense de ses actions charitables), Anthony Corleone avoue à son père qu'il a quitté ses études à l'université pour devenir chanteur d'opéra, Kay soutenant sa décision. Mais Michael lui dit de terminer ses études de droit, ou bien d'entrer dans les affaires de la « famille » Corleone. C'est alors que Michael et Kay se querellent lorsque celle-ci lui révèle qu'elle et Anthony connaissent la vérité sur la mort de son frère Fredo (dont son élimination a été commandité par Michael dans le film précédent à cause de la trahison de son frère envers lui).
Pendant ce temps, Vincent Mancini (le fils naturel illégitime de son défunt frère, Sonny Corleone et de l'amante de celui-ci, Lucy Mancini) arrive à la réception. En conflit avec le mafieux Joey Zasa (qui gère les anciens territoires de la famille Corleone à New York, après que celle-ci a émigré dans le Nevada), Connie, la sœur de Michael, arrange un entretien entre Vincent et Zasa en présence de Michael. Mais Zasa, arrogant et sûr de sa force, traite Vincent de « bâtard » avant que celui-ci ne le morde à l'oreille, lui en arrachant un morceau. Michael, le chef de la famille Corleone, bien qu'il soit troublé par le caractère sanguin et violent de Vincent (qui lui rappelle celui de son frère Sonny), est impressionné par la loyauté de son neveu ; il accepte de l'incorporer dans ses affaires quand Vincent lui en fait la demande.

### Transaction avec le Vatican
L’archevêque Gilday, à la tête de la Banque du Vatican, a accumulé un déficit massif de 769 millions de dollars. Michael Corleone lui offre alors 600 millions de dollars, comme suggéré par Gilday, en échange d'une participation dans une importante société immobilière internationale, « Internazionale Immobiliare », détenue en sous-main par le Vatican. L'opération ferait de Michael le plus gros actionnaire de l'entreprise, avec six sièges au conseil d'administration sur treize.
Michael fait alors une offre pour acquérir les 25 % des parts du Vatican dans la compagnie, ce qui lui en donnerait le contrôle. Le conseil d'administration d'Immobiliare approuve rapidement l'offre, mais doit être ratifiée par le pape à Rome.

### Attentat à Atlantic City
Don Altobello, l'un des plus anciens parrains mafieux encore en vie, et parrain de Connie, dit à Michael Corleone que ses partenaires de la Commission veulent participer à l'opération Immobiliare.
Lors de la réunion de la Commission à Atlantic City, Michael refuse que des intérêts mafieux rentrent dans l'affaire et préfère payer les parrains avec l'argent perçu de la vente de ses possessions légales de Las Vegas. Mais Joey Zasa ne reçoit rien, et déclare que Michael est désormais son ennemi puis sort de la réunion, furieux. Altobello le suit, expliquant qu'il va tenter de le raisonner.
Quelques minutes plus tard, un hélicoptère arrive au niveau de la salle de réunion où les mafieux se trouvent et ouvre le feu sur eux. La plupart des parrains sont abattus mais Michael, Vincent Mancini et le garde du corps de Michael, Al Neri, parviennent à s'enfuir. Peu après, Neri dit à Michael que les parrains survivants se sont rangés derrière Zasa. Mais Michael se rend compte que c'est Altobello qui est l'instigateur de la fusillade.
Alors qu'il est victime d'une crise de diabète chez lui, Michael doit être hospitalisé. Tandis qu'il récupère, son neveu Vincent et sa fille Mary entament une relation amoureuse. Pendant ce temps, Neri et Connie, qui se sont réunis dans la chapelle de l'hôpital où Michael est soigné, donnent l'autorisation à Vincent d'éliminer Joey Zasa. Peu après, durant un festival de rue à New York, organisé par la ligue de défense des droits civils des Italo-Américains, Vincent, déguisé en policier de la brigade équestre, tue Zasa.
Michael, furieux de l'action de Vincent, insiste pour qu'il mette un terme à la relation qu'il entretient avec sa fille Mary, arguant que son implication dans les activités criminelles de « la famille » met la vie de Mary en danger.

### Séjour en Sicile et découverte de l'arnaque
Michael, Kay et Mary se rendent ensuite en Sicile pour assister à la première représentation professionnelle d'Anthony Corleone, dans l'opéra Cavalleria rusticana de Mascagni au Teatro Massimo de Palerme.
Logeant chez Don Tommasino (un ancien allié de son père Vito Corleone), Michael demande à Vincent d'aller espionner Don Altobello, retiré à sa villa de Sicile, en prétendant qu'il veut quitter la famille Corleone. Altobello présente Vincent à Don Licio Lucchesi, un puissant homme politique italien qui est aussi le président directeur général d'Immobiliare.
Michael découvre que la transaction en cours avec Immobiliare est une escroquerie de haut niveau, élaborée par Lucchesi, l'archevêque Gilday et le comptable du Vatican, Frederick Keinszig. Michael rend ensuite visite au cardinal Lamberto, un prélat bien positionné pour devenir le prochain pape, afin de discuter avec lui de la transaction. C'est alors que Lamberto le persuade de faire sa première confession en 30 ans. Michael, en larmes, lui avoue avoir fait assassiner son frère Fredo. Lamberto lui dit qu'il est normal qu'il en souffre, mais que ses fautes peuvent être pardonnées.
Altobello engage ensuite Mosca de Montelepre, un tueur à gage sicilien très expérimenté, pour assassiner Michael. Mosca, déguisé en prêtre, abat Don Tommasino alors que celui-ci retournait chez lui.
Pendant ce temps, Michael et Kay visitent la Sicile. Michael lui demande son pardon et les deux admettent qu'ils s'aiment encore. Michael apprend ensuite la mort de Don Tommasino et, lors des funérailles, jure de ne plus jamais pécher.
Après la mort du pape Paul VI, le cardinal Lamberto est élu pape sous le nom de Jean-Paul Ier ; dans le même temps, la transaction avec Immobiliare est ratifiée. Mais les comploteurs contre la ratification tentent de couvrir leurs traces. Vincent apprend à Michael que Don Altobello a engagé Mosca pour l'assassiner. À cette occasion, Michael s'aperçoit que son neveu est un homme changé et fait de lui le nouveau chef de la famille Corleone. Il lui demande alors de prendre le nom de Corleone et lui fait promettre de ne jamais revoir sa fille Mary.

### Soirée tragique à l'Opéra
À Palerme, Michael, Kay et Mary assistent aux débuts lyriques d'Anthony Corleone (dans le rôle de Turiddu) dans l'opéra Cavalleria rusticana ; dans le même temps, Vincent Mancini fait appliquer la vengeance de Michael.
Keinszig, le banquier du Vatican, est enlevé par les hommes de Vincent, qui l'étouffent et le pendent à un pont, en faisant passer sa mort pour un suicide. Don Altobello, dans sa loge à l'Opéra de Palerme où il assiste à la prestation d'Anthony Corleone, meurt à la suite de l'ingestion de cannoli empoisonnés, donnés par Connie. Celle-ci le regarde s'éteindre à distance, à la jumelle, depuis sa loge.

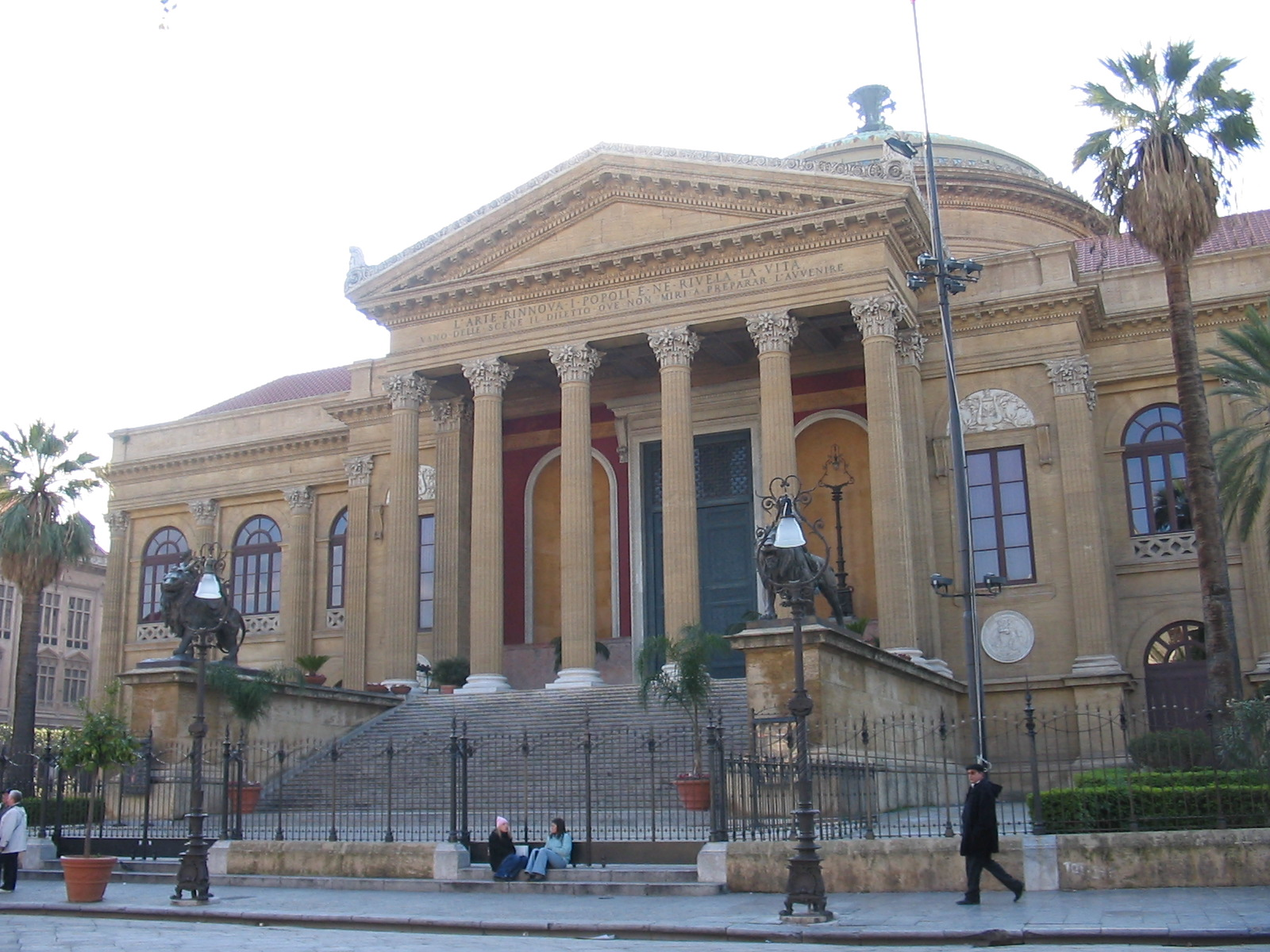
L'escalier du théâtre Massimo à Palerme où est abattue Mary.

Calò, l'ancien garde du corps de Don Tommasino (et de Michael quand il était réfugié en Sicile dans le premier film), rencontre Don Lucchesi à son bureau en lui affirmant qu'il a un message pour lui de la part de Michael. Lui soufflant le message à l'oreille, Calò s'emparant des lunettes de Lucchesi, le frappe au cou à la jugulaire avec la monture, ce qui le tue. Au cours de la même soirée, le nouveau pape se voit servir du thé empoisonné par l'archevêque Gilday, et meurt peu après avoir approuvé la transaction d'Immobiliare. Par la suite, Al Neri se rend au Vatican où il abat Gilday.
Armé d'un fusil à lunette dans l'enceinte de l'opéra durant la prestation d'Anthony, le tueur à gages Mosca tue trois hommes de main de Vincent, mais sans arriver à atteindre Michael. En tentant de lui tirer dessus à l'extérieur de l'opéra, il tue par erreur sa fille Mary, avant d'être abattu par Vincent. Michael prend alors le cadavre de sa fille dans ses bras et hurle sa douleur.

### Épilogue: la mort de Michael Corleone
Des années plus tard, Michael, très âgé et apparemment brisé par le destin, est assis seul dans le jardin de la villa de Don Tommasino. Le visage marqué par la mort de sa fille et la tragédie de sa famille, il met ses lunettes noires. Mais soudainement il glisse de sa chaise et s'effondre au sol, avec pour seul témoin un jeune chien désemparé qui voit la mort le terrasser.
Dans la version du film de 2020, la mort de Michael est coupée et remplacée par un texte expliquant qu'un Sicilien n'oublie jamais, même si on lui souhaite une longue vie, signifiant que la véritable mort de Michael est de vivre très longtemps dans la tristesse, la mort dans l'âme, ce qui est la véritable « mort de Michael Corleone ».

## Fiche technique
Sauf indication contraire, les informations mentionnées dans cette section peuvent être confirmées par la base de données cinématographiques IMDb,  présente dans la section « Liens externes ».
- Titre original : The Godfather: Part III
- Titre français : Le Parrain, 3e partie
- Titre québécois : Le Parrain III
- Titre original pour la director's cut de 2020 : Mario Puzo’s The Godfather, Coda: The Death of Michael Corleone
- Titre français pour la director's cut de 2020 : Le Parrain de Mario Puzo, épilogue : La mort de Michael Corleone
- Réalisation : Francis Ford Coppola
- Scénario : Mario Puzo et Francis Ford Coppola
- Musique : Carmine Coppola
  - Musique additionnelle et thème principal : Nino Rota
- Direction artistique : Dean Tavoularis
- Costumes : Milena Canonero
- Photographie : Gordon Willis
- Son : Richard Beggs
- Montage : Barry Malkin, Lisa Fruchtman et Walter Murch
- Production : Francis Ford Coppola, Fred Fuchs (en), Fred Roos, Gray Frederickson, Charles Mulvehill et Marina Gefter
- Sociétés de production : Paramount Pictures et Zoetrope Studios
- Budget : 54 000 000 dollars
- Pays de production :  États-Unis
- Langues originales : anglais, italien et sicilien
- Format : couleur (Technicolor) — 35 mm (matériel Panavision) — 1,85:1 — son Dolby stéréo
- Genre : gangsters, drame
- Durée : 162 minutes ; 158 minutes (director's cut Coda)
- Dates de sortie :
  - États-Unis : 20 décembre 1990 (avant-première à Beverly Hills) ; 25 décembre 1990 (sortie nationale) ; 4 décembre 2020 (version director's cut Coda - sortie limitée en salles)
  - France : 27 mars 1991
- Classification :
  - États-Unis : R - Restricted
  - France : tous publics

## Distribution
- Al Pacino (VF : Sylvain Joubert) : Don Michael Corleone
- Diane Keaton (VF : Béatrice Delfe) : Kay Adams
- Talia Shire (VF : Nadine Alari) : Connie Corleone
- Andy García (VF : Bernard Gabay) : Vincent Mancini-Corleone
- Eli Wallach (VF : Maurice Chevit) : Don Altobello
- Joe Mantegna (VF : José Luccioni) : Joey Zasa
- George Hamilton (VF : Georges Berthomieu) : B. J. Harrison
- Enzo Robutti : Don Licio Lucchesi
- Bridget Fonda (VF : Nathalie Juvet) : Grace Hamilton
- Sofia Coppola (VF : Pascale Bouvet) : Mary Corleone
- Raf Vallone (VF : Edmond Bernard) : le cardinal Lamberto / le pape Jean-Paul Ier
- Franc D'Ambrosio (VF : Éric Herson-Macarel) : Anthony Vito Corleone
- Donal Donnelly (VF : Michel Bardinet) : l'archevêque Gilday
- Richard Bright (VF : Sady Rebbot) : Al Neri
- Helmut Berger (VF : Marcel Guido) : Frederick Keinszig
- Don Novello (VF : Gérard Berner) : Dominic Abbandando
- John Savage (VF : Hervé Bellon) : Andrew Hagen
- Franco Citti : Calo
- Valeria Sabel : Sœur Vincenza
- Mario Donatone : Mosca
- Vittorio Duse : Don Tommasino
- Al Martino (VF : Daniel Gall) : Johnny Fontane
- Robert Cicchini : Lou Pennino
- Rogerio Miranda (VF : Emmanuel Karsen) : le garde du corps jumeau Armand
- Carlos Miranda : le garde du corps jumeau Francesco
- Vito Antuofermo (VF : Michel Vigné) : Anthony « The Ant » Squigliaro
- Carmine Caridi : Albert Volpe
- Don Costello : Frank Romano
- Al Ruscio (VF : Raymond Loyer) : Leo Cuneo
- Mickey Knox (VF : Roger Crouzet) : Marty Parisi
- Rick Aviles et Michael Bowen (VF : Patrick Floersheim) : les hommes masqués
- Brett Halsey : Douglas Michelson
- Gregory Corso : l'actionnaire bruyant
- Marino Masè : Lupo
- Simonetta Stefanelli : Apollonia Vitelli-Corleone
- Nicky Blair : Nicky, l'hôte au casino

## Production

### Préproduction
Le réalisateur Francis Ford Coppola estimait que les deux premiers opus de la saga du Parrain avaient terminé l'histoire des Corleone. Mais sa situation financière difficile, depuis l'échec de son film Coup de cœur (1982), le convainc d'accepter finalement l'offre de la Paramount de réaliser un troisième film de la saga,,. Coppola souhaitait que le film fût intitulé The Death of Michael Corleone (en français, « La Mort de Michael Corleone »), mais ce choix ne sera pas accepté par la Paramount.
Selon un article du magazine Première, Coppola et Mario Puzo demandèrent six mois pour écrire un premier jet du scénario du film, avec une sortie prévue pour Pâques 1991. Paramount accepta de leur accorder six semaines pour le script et, sans réaliser un film de vacances[Quoi ?], avec une sortie prévue pour Noël 1990.

### Contexte historique et scénario
Le scénario du film se fonde en partie sur le scandale de la Banco Ambrosiano, qui a éclaté en 1981-1982, et de la mort du pape Jean-Paul Ier. De fait, une partie des personnages fictifs du film sont inspirés de personnes réelles. C'est le cas de l'évêque Gilday (inspiré de Paul Marcinkus), du cardinal Lamberto (inspiré d'Albino Luciani) qui devient Jean-Paul Ier.
Le personnage de Frederick Keinszig est inspiré de Roberto Calvi, le directeur de la Banco Ambrosiano.
Le personnage fictif de Don Licio Lucchesi, un homme politique italien de haut rang ayant des liens étroits avec la mafia sicilienne, est inspiré de Giulio Andreotti. C'est particulièrement explicite lorsque, juste avant de le tuer, l'assassin de Lucchesi chuchote à son oreille : « Le pouvoir n'use que ceux qui n'en ont pas », une citation originale d'Andreotti. Lucchesi est aussi inspiré de Licio Gelli, qui apparaît dans le scandale de la Banco Ambrosiano.
Dans un premier script du film, le personnage du mafieux Willie Cicci devait avoir une importance majeure, celui-ci ayant repris les activités des Corleone à New York. Mais l'acteur qui l'incarnait, Joe Spinell, meurt peu de temps avant le début du tournage. Il est remplacé par le personnage de Joey Zasa, inspiré de John Gotti : dans le film, lors de la réunion à Atlantic City, Michael Corleone montre une photographie de Zasa faisant la une du Time (comme Gotti dans les années 1980). Son assassinat, lors d'une fête de rue, s'inspire de l'assassinat de Joe Colombo, autre figure publique de la mafia, qui eut lieu lors du « rassemblement pour la fierté italienne » en 1972.

### Attribution des rôles
La star Al Pacino se voit offrir cinq millions de dollars pour reprendre son rôle de Michael Corleone. Mais il veut sept millions, plus un pourcentage sur les recettes du film ; le réalisateur Francis Ford Coppola refuse et menace de réécrire le scénario, en commençant l'introduction du film sur une scène des funérailles de Michael. Pacino finit par accepter l'offre à cinq millions.
L'acteur Robert Duvall décline l'offre à un million que lui propose le studio pour reprendre son rôle de Tom Hagen. Duvall défend sa position, expliquant que la seule raison de faire un autre film de la série du Parrain après tant d'années est l'argent. Il est remplacé par un personnage au rôle similaire, l'avocat B.J Harrison (joué par George Hamilton) ; une ligne de dialogue est insérée dans le script pour expliquer que Hagen est mort plusieurs années auparavant.
Le rôle de Mary Corleone, joué par Sofia Coppola, était initialement prévu pour l'actrice Rebecca Schaeffer, mais celle-ci est tragiquement assassinée le matin de son audition. L'actrice Winona Ryder a aussi été auditionnée pour le film. Ce n'est pas la première fois que Sofia Coppola apparaît dans un film de son père ; elle jouait l'enfant qui se fait baptiser à la fin du premier film (alors âgée de trois jours) et, dans Le Parrain 2, elle faisait partie des figurants du bateau d'émigrés italiens arrivant à New York, sur l'île d'Ellis Island.
Les acteurs Alec Baldwin, Matt Dillon, Val Kilmer, Charlie Sheen, Luke Perry et Nicolas Cage (ce dernier étant le neveu de Coppola, de son vrai nom Nicolas Coppola) ont tous tenté d'obtenir le rôle de Vincent Mancini, finalement attribué à Andy García, bien qu'à l'origine celui-ci parût comme trop cubain.
Le rôle de l'archevêque Liam Francis Gilday devait être attribué à Albert Finney, Marcello Mastroianni, Philippe Noiret ou Gian Maria Volonté. Par ailleurs, Vittorio Gassman, Yves Montand et Michel Piccoli ont été envisagés pour incarner le personnage du pape.
Les actrices Diane Lane et Virginia Madsen ont été approchées pour le rôle de Grace Hamilton. La mère du réalisateur Martin Scorsese, Catherine Scorsese (en) (née Cappa), qui joue habituellement des rôles secondaires dans certains des films de son fils, tient ici un petit rôle dans une séquence avec Andy Garcia où elle se plaint de l'insécurité du quartier depuis qu'il est géré par le personnage de Joey Zasa. Il faut rappeler que Scorsese et Coppola sont des amis très proches.
Outre les personnages principaux de Michael Corleone, Kay Adams et Connie Corleone, d'autres sont repris des deux premiers volets : Al Neri (incarné par Richard Bright) est le garde du corps de Michael dans les trois films ; le chanteur et filleul de Don Vito Corleone, Johnny Fontane (Al Martino) et l'ex-maîtresse de Sonny Corleone, Lucy Mancini (Jeannie Linero (en)), étaient présents dans le premier volet mais pas dans le second. Les trois personnages sont joués par les mêmes acteurs. Par contre, le personnage de Don Tommasino, le protecteur de Michael en Sicile, est joué ici par Vittorio Duse, à l'origine incarné par Corrado Gaipa dans le premier épisode.
Le personnage de Dominic Abbandando, qui porte le même nom que Genco Abbandando (l'un des associés de Vito Corleone dans le premier film), est présent dans le deuxième volet.

### Tournage
Le tournage a eu lieu du 27 novembre 1989 au 25 mai 1990 entre les États-Unis (à New York et au « Trump Castle Casino Resort » d'Atlantic City) et l'Italie (à Rome, Palerme, Taormine, Fiumefreddo di Sicilia et Forza d'Agrò).
L'actrice Talia Shire (Connie Corleone) participe au tournage du film simultanément avec celui de Rocky 5. Ainsi, elle effectue bon nombre d'allers-retours entre l'Italie et les États-Unis, au point de se fatiguer.

### Bande originale
Bandes originales de Le Parrain
Le Parrain, 2e partie
(1974)
La musique du film est principalement composée par le père de Francis Ford Coppola, Carmine. On retrouve également des compositions de Nino Rota, notamment auteur du thème principal.

#### Liste des titres
1. Main Title (composé par Nino Rota) – 0:42
2. The Godfather Waltz (composé par Rota) – 1:10
3. Marcia Religiosa (composé par Carmine Coppola and Rota) – 2:51
4. Michael's Letter (composé par Rota) – 1:08
5. The Immigrant (Love Theme from The Godfather Part III) (composé par Rota et Coppola) – 2:36
6. The Godfather Waltz (composé par Rota) – 1:24
7. To Each His Own (composé par Jay Livingston et Ray Evans, interprété par Al Martino) – 3:21
8. Vincent's Theme (composé par Coppola et Rota) – 1:49
9. Altobello (composé par Coppola et Rota) – 2:10
10. The Godfather Intermezzo (composé par Coppola et Rota) – 3:22
11. Sicilian Medley: Va, pensiero (composé par Giuseppe Verdi, arrangé par Coppola) / Danza Tarantella (composé par Coppola) / Mazurka (Alla Siciliana) (composé par Coppola) – 2:10
12. Promise Me You'll Remember (Love Theme from The Godfather Part III) (composé par Coppola, paroles de John Bettis, arrangé par Lennie Niehaus, interprété par Harry Connick Jr., dirigé Lennie Niehaus) – 5:11
13. Preludio and Siciliana – 8:15 (composé par Pietro Mascagni, extrait de Cavalleria rusticana)
14. A Casa Amiche – 1:59 (composé par Pietro Mascagni, extrait de Cavalleria rusticana)
15. Preghiera – 5:30 (composé par Pietro Mascagni, extrait de Cavalleria rusticana)
16. Finale – 8:12 (composé par Pietro Mascagni, extrait de l'Intermezzo de Cavalleria rusticana)
17. Coda: The Godfather Finale (composé par Rota) – 2:27

## Accueil

### Critique
Sur le site Rotten Tomatoes, le film obtient un score de 66 % d'avis favorables, sur la base de 67 critiques collectées et une note moyenne de 6,10/10 ; le consensus du site indique : « La dernière tranche de la saga [Le Parrain] rappelle la puissance de ses prédécesseurs quand il s'agit des affaires, mais des performances décevantes et une tonalité confuse donnent moins de cohérence à l'histoire des Corleone ». Sur Metacritic, le film obtient une note moyenne pondérée de 60 sur 100, sur la base de 19 critiques collectées ; le consensus du site indique : « Avis mitigés ou moyens ».
Les critiques négatives ont porté majoritairement sur le jeu d'acteur de Sofia Coppola, la nature compliquée du complot et son inadéquation en tant qu'histoire « autonome ».[réf. souhaitée]

### Box-office
Le Parrain 3 a rencontré un certain succès commercial, rapportant 136 766 062 $ de recettes mondiales dont 66 666 062 $ sur le territoire américain. Succès cependant très en retrait en comparaison des deux premiers volets.
En France, le troisième volet n'a pas rencontré son public avec seulement 360 135 entrées, alors que le premier opus avait réuni plus de 4 millions de spectateurs et que le second opus avait totalisé 1,1 million d'entrées.
| Pays ou région    | Box-office      | Date d'arrêt du box-office | Nombre de semaines |
| ----------------- | --------------- | -------------------------- | ------------------ |
| États-Unis Canada | 66 666 062 $    | -                          | -                  |
| France            | 360 135 entrées | -                          | -                  |
| Total mondial     | 136 766 062 $   | -                          | -                  |

## Distinctions

### Récompenses
- Fotogramas de Plata 1991 :
  - Fotogramas de Plata for Best Foreign Film (Francis Ford Coppola)
- Satellite Award 2008 :
  - Meilleur DVD classique

### Nominations
- 63e cérémonie des Oscars :
  - Oscar du meilleur film
  - Oscar du meilleur réalisateur pour Francis Ford Coppola
  - Oscar du meilleur acteur dans un second rôle pour Andy Garcia
  - Oscar de la meilleure photographie
  - Oscar de la meilleure direction artistique
  - Oscar du meilleur montage
- Golden Globes 1991 :
  - Meilleur film dramatique
  - Meilleur réalisateur pour Francis Ford Coppola
  - Meilleur acteur dans un film dramatique pour Al Pacino
  - Meilleur acteur dans un second rôle pour Andy Garcia
  - Meilleur scénario
  - Meilleure musique de film
- Directors Guild of America Awards 1991 :
  - Meilleure réalisation pour un film pour Francis Ford Coppola
- American Society of Cinematographers Awards 1991 :
  - Meilleure photographie pour un film
- Satellite Awards 2008 :
  - Meilleur Blu-Ray

## Nouvelle version du film
En 2019, Francis Ford Coppola dévoile une nouvelle version du film, sous le titre Le Parrain, épilogue. Alors qu'il vient de recevoir le prix Lumière, Coppola présente cette version en avant-première mondiale le 20 octobre 2019 à l'Institut Lumière, en dernière séance du Festival Lumière.
Cette nouvelle version est intitulée « Mario Puzo’s The Godfather, Coda: The Death of Michael Corleone ». Elle connaît une sortie limitée dans quelques salles le 4 décembre 2020 avant d'être disponible en Blu-ray le 4 décembre 2020. Sa sortie coïncide avec les 30 ans de la sortie du Parrain, 3e partie.
Cette version Coda (coda est un terme musical italien signifiant l'épilogue d'un morceau) est plus proche de la vision initiale du réalisateur, peu satisfait par la version cinéma sortie originellement. Le film est diminué de vingt minutes. En outre, il est remonté et réédité avec une nouvelle structure, un nouveau début et une nouvelle fin. Ici, le film ne s'ouvre pas sur la maison de la famille Corleone mais par la scène de l'église où l'archevêque Gilday demande l'aide de Michael, et se termine par Michael enfilant des lunettes de soleil, non pas mourant d'usure,.
Diane Keaton, l'interprète de Kay Corleone dans les trois films, a avoué avoir adoré cette nouvelle version : « Regarder cette version a été un des meilleurs moments de ma vie. C’est comme un rêve devenu réalité. J’ai vu le film sous un jour complètement nouveau. À l’époque, je n’étais pas convaincue. Le film ne marchait pas tellement et les critiques n’étaient pas géniales. Mais Francis a restructuré le début et la fin et je peux vous dire que ça fonctionne »,.